# 藤岡勝二
藤岡 勝二（ふじおか かつじ、明治5年8月12日（1872年9月14日） - 昭和10年（1935年）2月28日）は、日本の言語学者。上田萬年を継いで、東京帝国大学言語学教授を務めた。文学博士。

## 生涯

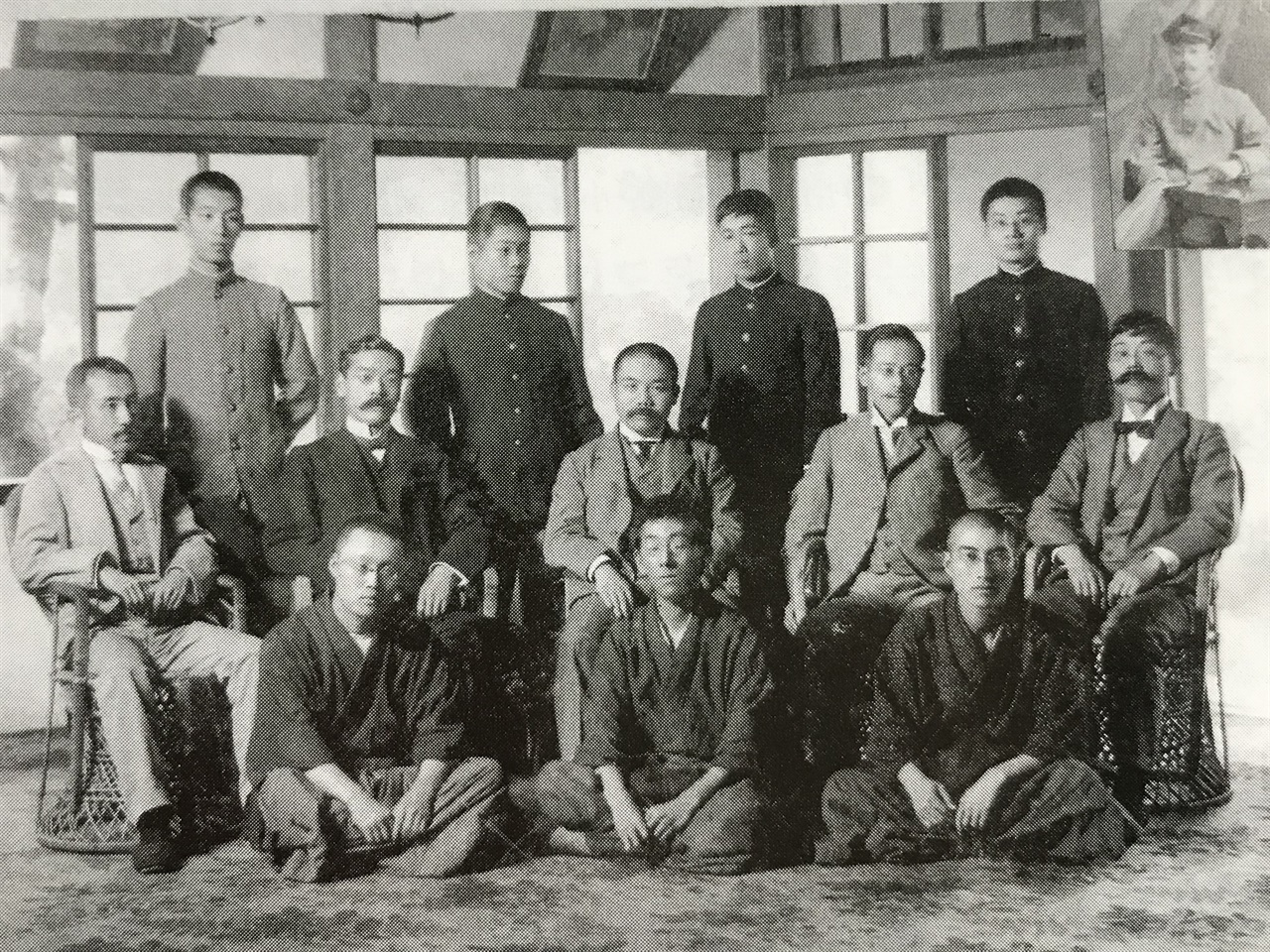
東京帝国大学言語学科（1905年）。
前列右から小倉進平、伊波普猷、神田城太郎。中列右から保科孝一、八杉貞利、上田万年、藤岡勝二、新村出。後列右から橋本進吉、徳沢（徳沢健三？）、後藤朝太郎、金田一京助。
伊波普猷生誕百年記念会編『伊波普猷 : 1876-1947 生誕百年記念アルバム』1976年、19頁。

京都に生まれた。1897年に帝国大学博言学科を卒業して、1912年に文学博士の学位を取得した。
1898年、保科孝一・岡田正美とともに国語に関する事項取調の嘱託に就任し、国語国字問題の研究に取り組んだ。藤岡は1900年の小学校令施行規則の所謂「棒引き仮名遣い」を支持し、学術雑誌の論文も棒引き仮名遣いで書いた。
藤岡は上田萬年が創設した言語学会の機関誌『言語学雑誌』（1900年創刊）の編集人でもあった。
1901年から1905年までドイツに留学し、ライプツィヒ大学で学んだ。留学時にはヴィルヘルム・ヴントの心理学に傾倒した。
帰国後の1905年に上田萬年が東京帝国大学文科大学の国語国文学第一講座へ移ると、藤岡は同学言語学講座の講師、同年助教授となると同講座の主任を継ぐ。1910年には上田の後任として教授に就任した。印欧語比較文法、一般言語学、アルタイ語族ほかの東洋諸言語について講義を行った。
1907年に清に出張し、内蒙古でモンゴル語の調査を行った。1933年に定年退官（後任は小倉進平）。1935年に病没した。

## 家族
- 父・藤岡法雲 - 広島県人[21]
- 妻の保子は子爵土屋挙直の娘（徳川慶喜の姪）で、かな書家として知られる[22]。
- 二男の端（ただす）は毎日新聞記者[23][24][25][26][27]。
- 三男の博は医学博士[28][29][30][31]、国立大蔵病院医長[32]。徳川武定（土屋挙直、徳川慶喜の甥）の婿養子となり徳川博武と改名、松戸徳川家を継承した。

## 栄典
- 1921年 - 勲三等瑞宝章[33]
- 1930年（昭和5年）7月1日 - 従三位[34]

## 主な業績
藤岡は1923年以降長年をかけて写真版をもとに『満文老檔』を日本語に翻訳し、1932年に奉天で調査する予定だったが果たせず、訳書は出版できないまま病に倒れ、没後1939年にオフセット出版された。
- 藤岡勝二 訳『満文老檔 太祖の巻』岩波書店、1939年。
- 藤岡勝二 訳『満文老檔 太宗天聡の巻』岩波書店、1939年。
- 藤岡勝二 訳『満文老檔 太宗崇徳の巻』岩波書店、1939年。

藤岡は上田萬年によるローマ字や教科書編纂を輔佐し、その著作はほとんど日本語関係のものであって、印欧語関係については何の著作も残さなかった。唯一の例外はジョゼフ・ヴァンドリエス『言語学概論』の翻訳で、これも没後の1938年に出版された。
- ヴアンドリエス 著、藤岡勝二 訳『言語学概論：言語研究と歴史』刀江書院、1938年。

翻訳書にはほかに『ことばのおひたち』（謄写版）がある。原書はウィリアム・ドワイト・ホイットニーの『The Life and Growth of Language』（1875年）。
- ホイトニー『ことばのおひたち』藤岡勝二 訳、東京 : 出版者不明、出版年不明、謄写版。マイクロフィルム。全国書誌番号:52009440。

1908年に國學院大學同窓会で行った講演「日本語の位置」において、ウラル・アルタイ語族の特徴14項目のうち母音調和を除く13項目が日本語と一致すると指摘し、藤岡の社会的地位の高さもあいまって、後世に大きな影響をもたらした。
国語学関係の主著は『国語研究法』（1907年）である。
- 『国語研究法』三省堂、1907年。

1905年にローマ字団体を大同団結した「ローマ字ひろめ会」が結成された。藤岡はその創立以来の参加者で、その著書『羅馬字手引』はバイブルのような存在だった。
- 『羅馬字手引』新公論社、1906年。

当時はヘボン式が圧倒的に優勢であり、藤岡も一貫してヘボン式を支持していた。1912年に基本方式を標準式（ヘボン式）としたため、日本式ローマ字派の分離を招いた。1937年の内閣訓令で日本式に近い訓令式が正式のローマ字とされたが、柿木重宜によると、これは政界に影響力を持つ藤岡の逝去が関係するのではないかという。

## その他の著作
留学中の投稿その他
『新公論』
- 「反覆常無き獨逸人根性（海外より見たる戰時の故鄕）」『新公論』、新公論社、1904年。国立国会図書館内利用、図書館・個人送信。
- 「海外より見たる戰時の故國」『新公論』第19巻第5号、新公論社、1904年6月15日、22-30（コマ番号0022.jp2-）。国立国会図書館内利用、図書館・個人送信。
  - 「共同生活をなす鳥」第24巻第6号、1909年月6月、31–31頁（コマ番号0042.jp2）。

英和辞典
- 「言葉の内的及び外的模倣」『大英和辞典』第1、2巻、藤岡勝二 編、大倉保五郎、1935年、15版。45頁（コマ番号0049.jp2）。国立国会図書館内利用、図書館・個人送信。マイクロフィルム。
  - 「635 著者の感想・「大英和辞典」に就て・藤岡勝二」『新聞集成大正編年史』大正10年度版、中、明治大正昭和新聞研究会、1983年8月。国立国会図書館内利用、図書館・個人送信。